# 青馬大橋
座標: 北緯22度21分04秒 東経114度04分27秒 / 北緯22.35111度 東経114.07417度
青馬大橋（せいばおおはし、英: Tsing Ma Bridge）は、香港にある吊橋。青衣島と馬湾島を結んで、馬湾海峡を横断している。橋のスパンは最大で1377mであり、吊橋として世界で6番目の規模である。また、道路鉄道併用橋としては世界一の長さを誇る。（共に2007年4月現在）
この橋の名前は、橋の両端の島である青衣島と馬湾島から名付けられた。橋は2層構造となっており、上層部には片側3車線の道路、下層部には2レーンの鉄道路と2車線の保守用道路が設けられている。鉄道路はMTR東涌線と機場快線の路線の一部となっている。

## 関連記事
- 支間長順の吊橋の一覧
- 港鉄